# Фелддриф
Фелддриф (африк. и англ. Velddrif) — город на юго-западе Южно-Африканской Республики, на территории Западно-Капской провинции. Входит в состав района Уэст-Кост. Является частью местного муниципалитета Берхрифир.

## Географическое положение
Город расположен в западной части провинции, в устье реки Берхрифир, на расстоянии приблизительно 126 километров (по прямой) к северо-северо-западу (NNW) от Кейптауна, административного центра провинции. Абсолютная высота — 30 метров над уровнем моря.

## Климат
Климат города субтропический средиземноморский. Среднегодовое количество осадков — 190 мм. Наибольшее количество осадков выпадает в период с апреля по октябрь. Средний максимум температуры воздуха варьируется от 17 °C (в июле), до 26,9 °C (в феврале). Самым холодным месяцем в году является июль. Средняя минимальная ночная температура для этого месяца составляет 7,6 °C.

## Население
По данным официальной переписи 2001 года, население составляло 7327 человек, из которых мужчины составляли 47,59 %, женщины — соответственно 52,41 %. В расовом отношении цветные составляли 58,17 % от населения города, белые — 34,08 %, негры — 7,63 %; азиаты (в том числе индийцы) — 0,12 %. Наиболее распространёнными среди горожан языками были: африкаанс (88,82 %), коса (6,24 %) и английский (4,71 %).

Согласно данным, полученным в ходе проведения официальной переписи 2011 года, в Фелддрифе проживало 11 017 человек, из которых мужчины составляли 48,55 %, женщины — соответственно 51,45 %. В расовом отношении цветные составляли 57,13 % от населения города, белые — 29,59 %; негры — 12,22 %; азиаты (в том числе индийцы) — 0,48 %, представители других рас — 0,58 %. Наиболее распространёнными среди жителей города языками являлись: африкаанс (83,52 %), коса (8,68 %), английский (5,76 %) и тсвана (0,49 %).

## Транспорт
Через город проходит региональное шоссе R399.

## Достопримечательности
В 25 км к северу от города расположен заповедник Рохерпан.